# تریفویل (کنتیکت)
تریفویل (به انگلیسی: Tariffville) یک منطقهٔ مسکونی در ایالات متحده آمریکا است که در کنتیکت واقع شده‌است. تریفویل ۱٫۶۹ کیلومتر مربع مساحت و ۱٬۳۲۴ نفر جمعیت دارد و ۶۰٫۹۶ متر بالاتر از سطح دریا واقع شده‌است.